# Pseudodax moluccanus
Pseudodax moluccanus (Valenciennes, 1840), unica specie del genere Pseudodax, è un pesce di acqua salata appartenente alla famiglia Labridae.

## Habitat e Distribuzione
Proviene dalle barriere coralline dell'oceano Pacifico, dell'oceano Indiano e del Mar Rosso. È stato localizzato alle Isole Marchesi, Tuamotu, Mauritius, Aldabra, Chagos, Seychelles, lungo le coste del Giappone, e dell'Africa orientale, in particolare del Sudafrica, del Kenya, della Somalia e del Mozambico. Vive ad una profondità che varia tra i 3 e i 60 m, anche se di solito si ferma a 40.

## Descrizione
Presenta un corpo compresso lateralmente, abbastanza alto e non particolarmente allungato, con la testa dal profilo appuntito negli esemplari giovani e schiacciato negli adulti. La pinna dorsale e la pinna anale sono basse e lunghe, le pinne pelviche abbastanza allungate, mentre la pinna caudale non è biforcuta. Non supera i 30 cm.
La livrea varia nel corso della vita del pesce, ed anche la forma nel corpo, che nei giovani è più affusolata. Questi ultimi sono prevalentemente neri, con due linee azzurre che partono dal muso e passano una sul ventre ed una sul dorso, per poi estinguersi poco prima del peduncolo caudale.
Gli adulti, invece, sono marroni con sfumature rosse, intense soprattutto sul dorso ed alla base delle pinne pettorali, che sono gialle. La dorsale è rossastra, e come la pinna anale, più scura, è bordata di blu. La pinna caudale è nera con una fascia verticale bianca piuttosto ampia nella parte anteriore. La bocca e le labbra del pesce sono giallastre, e sulla testa attorno ad esse sono presenti delle striature blu.

## Biologia

### Comportamento
I giovani hanno l'abitudine di nascondersi negli anfratti rocciosi, meno comune ma comunque non rara negli adulti, che si mantengono sempre in prossimità dei ripari. È una specie solitaria. Gli esemplari giovani a volte si nutrono dei parassiti esterni di altri pesci; hanno un comportamento simile a quello dei giovani del genere Anampses.

### Alimentazione
Ha una dieta molto varia, composta sia da varie specie di invertebrati acquatici, nel caso degli esemplari giovani si tratta spesso di parassiti di pesci più grossi, che da alghe.

### Riproduzione
È oviparo e la fecondazione è esterna.

## Conservazione
Questa specie è classificata come "a rischio minimo" (LC) dalla lista rossa IUCN perché non è quasi di alcun interesse per la pesca, a parte l'occasionale prelievo per l'acquariofilia, e non sono noti particolari pericoli.